# Pleasant City
Pleasant City és una població dels Estats Units a l'estat d'Ohio. Segons el cens del 2000 tenia 439 habitants.

## Demografia
Segons el cens del 2000, Pleasant City tenia 439 habitants, 175 habitatges, i 120 famílies. La densitat de població era de 892,1 habitants/km².
Dels 175 habitatges, en un 32,6% hi vivien nens de menys de 18 anys; en un 53,1% hi vivien parelles casades; en un 12%, dones solteres, i un 30,9% no eren unitats familiars. En el 27,4% dels habitatges hi vivien persones soles el 10,3% de les quals eren persones de 65 anys o més que vivien soles. El nombre mitjà de persones que vivien en cada habitatge era de 2,51 i el nombre mitjà de persones per família era de 3.
Per edats la població es repartia de la següent manera: un 27,3% tenia menys de 18 anys, un 6,8% entre 18 i 24, un 26,9% entre 25 i 44, un 23% de 45 a 60 i un 15,9% 65 anys o més.
L'edat mediana era de 37 anys. Per cada 100 dones de 18 o més anys hi havia 86,5 homes.
La renda mediana per habitatge era de 30.769 $ i la renda mediana per família de 33.472 $. Els homes tenien una renda mediana de 30.568 $ mentre que les dones 19.167 $. La renda per capita de la població era d'11.963 $. Aproximadament el 12,2% de les famílies i el 17,2% de la població estaven per davall del llindar de pobresa.

## Poblacions més properes
El següent diagrama mostra les poblacions més properes.